# Ferran Callicó i Botella
Ferran Callicó i Botella (Barcelona, 1902 — Néronde, França, 1968) fou un dibuixant i pintor català.
Teòric de l'art, es va mostrar sempre contrari als moviments d'avantguarda i al realisme social, i va denunciar els sistemes comercials de l'art i el paper dels marxants. Va realitzar molts retrats d'estil realista amb una tècnica molt acurada i sota la influència de Dominique Ingres. Amb l'inici de la guerra civil espanyola, el 1939 es va exiliar a França.

## Llibres publicats
- 100 retrats dibuixats, galeria de personatges de la vida barcelonina dels anys 30 del segle xx.[2]
- L'art i la revolució social (1936)